# Renatus Sachs
Renatus Sachs (* 20. Dezember 1899 in Modelshausen bei Augsburg; † 20. November 1964 in München; eigentlich Theodor Müller) war ein deutscher Dichter und Jurist, Senatspräsident am Bayerischen Obersten Landesgericht. Das Pseudonym „Renatus Sachs“ steht für den wiederauferstandenen Hans Sachs.

## Leben
Sachs war das erste Kind des Lehrerehepaars Ignaz Müller (1871–1947) und seiner Frau Maria, geb. Zimmermann (1872–1947).
Nach dem Wehrdienst (1918–1919) studierte Sachs zunächst Philosophie an der Philosophischen Hochschule St. Stephan in Augsburg und von 1920 bis 1923 Rechtswissenschaften an der Ludwig-Maximilians-Universität München. Von 1923 bis 1927 war er Rechtsreferendar in Augsburg, 1928 Assessor in München und von 1928 bis 1930 Staatsanwalt in Neuburg an der Donau.
1929 heiratete er Irmgard, geb. Mayer, Tochter des damaligen Oberbürgermeisters von Neuburg an der Donau, Karl Mayer.
Nach einer kurzen Station als Amtsrichter in Lindau am Bodensee (1930) war Sachs Amtsrichter in Neuburg an der Donau (1930–1933), Erster Staatsanwalt in Passau (1933–1935) und – bis zu seinem Einzug zur Wehrmacht (1939–1945) – Landgerichtsrat in Memmingen (1935–1939).
Nach dem Krieg arbeitete Sachs als Landgerichtsrat, Oberlandesgerichtsrat und Senatspräsident (1961–1964) am Bayerischen Obersten Landesgericht.

## Wirken
Das Werk von Renatus Sachs umfasst Gedichte erzählenden Inhalts, vor allem Schwänke, Schildbürgerstreiche, Märchen und Sagen. In den 1950er Jahren erschienen 49 seiner Gedichte im Druck.
Einzelne seiner Gedichte sind in den Jahren 1935 bis 1937 in verschiedenen Zeitschriften erschienen. Auf Juristenabenden in Memmingen, in der dortigen Gesellschaft Harmonie und während des Krieges im Offizierskasino hat Sachs selbst einige humoristische Gedichte vorgetragen, z. B. "Der Memminger Mau" und "Das Märchen vom Schlaraffenland".

## Werke
- Schlaraffenland und andere Märchen
- Aus der Schublade – Märchen, Parabeln und Schwänke für Erwachsene, Verlag Firmendienst 1960
- Der Fisch Prinz Timpetee – Märchen, Sagen und Schwänke, Verlag d. Künstler-Selbsthilfe Hassold, Gemeinde Franken-Schwaben (1962)

| Personendaten    | Personendaten                     |
| ---------------- | --------------------------------- |
| NAME             | Sachs, Renatus                    |
| ALTERNATIVNAMEN  | Müller, Theodor (wirklicher Name) |
| KURZBESCHREIBUNG | deutscher Dichter und Jurist      |
| GEBURTSDATUM     | 20. Dezember 1899                 |
| GEBURTSORT       | Modelshausen bei Augsburg         |
| STERBEDATUM      | 20. November 1964                 |
| STERBEORT        | München                           |